# ميس إغواني
ميس إغواني (الاسم العلمي:Celtis iguanaea) هو نوع من النباتات يتبع جنس الميس من الفصيلة القنبية. سمي هذا النوع نسبةً إلى إغوانة.

## مرادف
- ميس ارنبرغي (الاسم العلمي:Celtis ehrenbergiana)